# Robert Newton Ford
Robert Newton (Bob) Ford (Ray County (Missouri), 31 januari 1862 – Creede (Colorado), 8 juni 1892) was een Amerikaans crimineel die bekend werd als de moordenaar van de legendarische outlaw Jesse James in 1882.
In de winter van 1882 hadden de broers Charley en Robert Ford zich aangesloten bij de uitgedunde bende van Jesse James, die bezig was met de voorbereiding van een bankoverval. Ter bescherming waren zij in zijn huis ingetrokken. Toen Jesse James op een onbewaakt moment zijn wapen had neergelegd werd hij, in zijn eigen huis, van achter in het hoofd doodgeschoten.

## Vroege jaren
Robert Ford werd geboren in Ray County, Missouri, als zoon van James Thomas Ford en zijn vrouw Mary Bruin. Als jongeman was hij een bewonderaar van Jesse James, wegens diens oorlogsverleden (in de Amerikaanse Burgeroorlog) en gedurfde criminele carrière. Het lukte hem uiteindelijk in 1880 om James te ontmoeten. Er wordt geloofd dat Fords broer, Charles, deelnam aan de Blue Cut treinroof in Jackson County vlak bij Glendale, Missouri (nu onderdeel van Independence, MO), op 7 september 1881.

## James' bende
In november 1881 verhuisde James zijn familie naar St. Joseph, Missouri. Alvorens uit de criminaliteit te stappen, wilde hij nog één laatste roof uitvoeren in Blue Cut, Missouri. Het aantal bendeleden was drastisch teruggelopen in die tijd. Sommigen waren gevlucht uit angst voor vervolging en de meeste van de oorspronkelijke leden waren gedood of zaten in de gevangenis na een misgelopen roof (de Jesse James Northfield overval) in Northfield, Minnesota. Frank James was na de treinroof uit het criminele leven gestapt en had zich in het oosten gevestigd, in Baltimore.
Robert Newton Ford werd gedood door Edward Capehart O'Kelley.

## Trivia
Over de beroemde moord zijn meerdere films gemaakt. De meest recente is The Assassination of Jesse James by the Coward Robert Ford (2007).